# Víctor Cáceres
Víctor Javier Cáceres Centurión (Asuncion, 25 maart 1985) is een Paraguayaans voormalig voetballer die doorgaans speelde als middenvelder. Tussen 2006 en 2023 was hij actief voor Club Libertad, Flamengo, Al-Rayyan, Cerro Porteño, Nacional, 12 de Octubre, Guaraní en opnieuw 12 de Octubre. Cáceres maakte in 2007 zijn debuut in het Paraguayaans voetbalelftal en kwam uiteindelijk tot tweeënzeventig interlandoptredens.

## Clubcarrière
Cáceres speelde vanaf 2000 in de jeugd van Atlántida SC, waarna hij op zijn achttiende overstapte naar Club Libertad. Aldaar debuteerde hij als profvoetballer toen hij eenentwintig was, in 2006. In de jaren die volgden groeide de middenvelder uit tot een vaste waarde op het middenrif van Libertad en hij speelde zich tevens in het nationale elftal. In juli 2012 verliep zijn verbintenis en hij verkaste naar Flamengo in Brazilië. Op 22 augustus 2015 tekende hij een contract bij Al-Rayyan. Na twee seizoenen in Qatar keerde Cáceres terug naar Paraguay, waar hij ging spelen voor Cerro Porteño. Bij die club zette hij zijn handtekening onder een verbintenis voor de duur van drie seizoenen. Medio 2020 verkaste de middenvelder naar Nacional. Deze club deed hem een half seizoen later van de hand, aan 12 de Octubre. Na een half seizoen vertrok hij naar Guaraní, waarna hij een jaar later terugkeerde bij 12 de Octubre. In januari 2023 besloot Cáceres op zevenendertigjarige leeftijd een punt te zetten achter zijn actieve loopbaan.

## Interlandcarrière
Cáceres debuteerde in het Paraguayaans voetbalelftal op 6 juni 2007. Op die dag werd een vriendschappelijke wedstrijd tegen Mexico met 0–1 gewonnen door een treffer van Óscar Cardozo. De middenvelder begon op de bank en mocht net voor rust invallen van coach Gerardo Martino. Cáceres was tevens met Paraguay actief op het WK 2010 in Zuid-Afrika; hier speelde hij mee tijdens de wedstrijden tegen Italië, Slowakije, Nieuw-Zeeland en Spanje. Tevens was hij actief op de Copa América 2015. Zijn land behaalde uiteindelijk de vierde plaats.